# Прошков
Прошков (пољ. Prószków) град је у Пољској у Војводству опољском. По подацима из 2012. године број становника у месту је био 2639.

## Становништво
| 2012. |
| ----- |
| 2.639 |

## Партнерски градови
- Хинфелд